# Quadrante (astronomia)

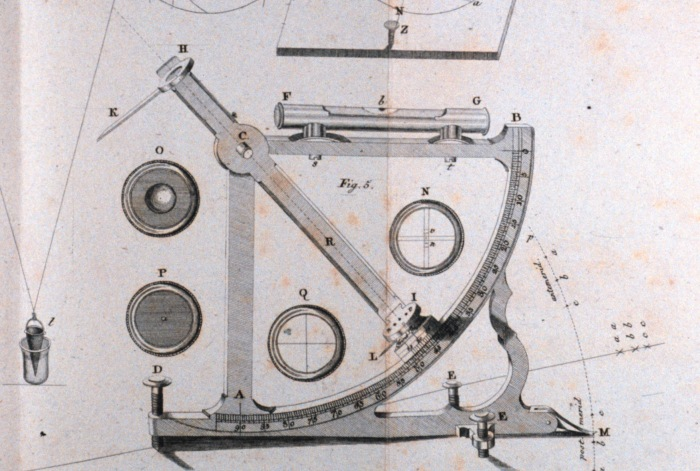
Un quadrante usato dagli astronomi, naviganti e meteorologi

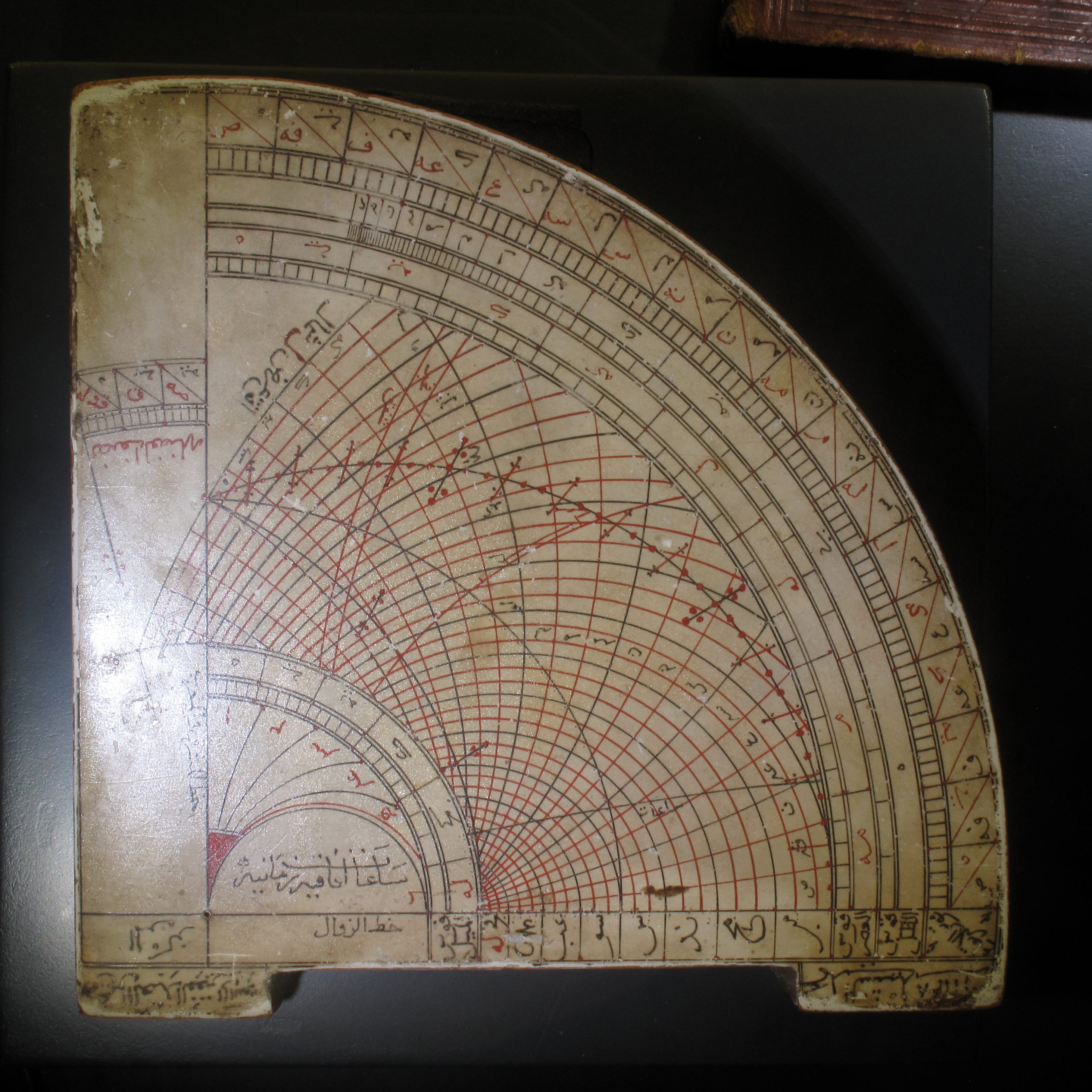
Quadrante astrolabio arabo costruito nel 1735. L'iscrizione è una massima araba:"Possa il possessore vivere così a lungo quante sono le stelle nell'universo"

Il quadrante è uno strumento di misura che può essere utilizzato per misurare l'altezza angolare di un corpo celeste rispetto alla linea dell'orizzonte. Esso ha una forma di quarto di cerchio, e da ciò trae il nome, serve quindi per misurare il valore di un angolo da 0 a 90°.
Tale strumento serviva di supporto specialmente alla navigazione.
Il quadrante si distingue in due tipi:
- quadrante fisso: lo strumento viene fissato in modo che uno dei due lati risulti perfettamente verticale e l'altro perfettamente orizzontale, grazie ad un filo a piombo o ad una livella; un'asta rotante dotata di due mirini consente di traguardare un certo astro e leggerne il valore angolare sull'apposita scala;
- quadrante mobile: lo strumento può ruotare in modo che con uno dei suoi due lati sia possibile traguardare l'astro, e quindi leggere l'angolo rispetto ad un filo a piombo, utilizzato come "lancetta" di misurazione.Quadrante mobile Quadrante astrolabio arabo costruito nel 1735. L'iscrizione è una massima araba:"Possa il possessore vivere così a lungo quante sono le stelle nell'universo"

Quadrante mobile

## Storia
L'origine viene fatta risalire ai Caldei ed ai Babilonesi. Tolomeo nel II secolo d.C. conosceva già questo strumento, ma prima di lui ne avevano fatto uso Ipparco di Nicea ed Eratostene. Nell'antichità era molto simile ad una sfera armillare; successivamente (VIII e IX secolo d.C.) gli arabi ne fecero derivare l'astrolabio piano, che fu usato fino all'inizio del Settecento. Cristoforo Colombo lo adoperò durante la prima attraversata verso le Indie.
Anticamente il quadrante era uno strumento fondamentale per gli astronomi, fino all'invenzione del telescopio; aveva diverse dimensioni, alcune erano enormi per fare in modo di dare letture di misurazioni più precise, occupavano intere stanze appositamente costruite.
Anche per i naviganti era uno strumento indispensabile, con il quale, misuravano l'altezza degli astri e potevano di conseguenza fare il punto del luogo in cui si trovavano. Ancora oggi viene usato, anche se con moderne trasformazioni è diventato uno strumento ottico di grande precisione (sestante).

## Principio di funzionamento
Se noi con l'occhio puntiamo, attraverso i mirini della struttura, una stella, (quadrante mobile), o il Sole; possiamo leggere il valore dell'angolo verticale (altezza astronomica) che il filo a piombo indica nella parte curva del settore contrassegnata da una gradazione da 0° a 90°.

## Determinazione della latitudine di un luogo
Se vogliamo provare a misurare la latitudine della nostra città dobbiamo prendere il quadrante e misurare l'altezza della Stella Polare dall'orizzonte che è identica alla distanza tra l'equatore e la posizione dell'osservatore; quello che leggeremo sarà anche la latitudine del luogo.
Se invece osservassimo l'altezza del Sole a mezzogiorno il valore della latitudine dovrà essere così calcolato:
Lat = 90° - altezza + declinazione del Sole
dove il valore della declinazione è riportato su una scala calendariale in modo da sapere in ogni momento quanto vale.

## Il quadrante come orologio solare
Se si misura l'altezza massima del Sole e la declinazione si può conoscere la latitudine, misurandola invece in qualsiasi momento della giornata si può conoscere l'ora; il quadrante diventa un orologio solare.
Manipolando l'altezza del Sole misurata in modo da trasformare l'angolo letto sul quadrante in ora solare si potrebbe trasformare la gradazione 0°-90° in modo da leggere direttamente l'ora. Non è cosa semplice perché c'è da considerare l'altezza del Sole-ora locale che è variabile nel corso sia della giornata che dell'anno e dipende inoltre dalla latitudine dell'osservatore; si può trasformare la scala delle letture delle ore in un reticolo di linee curve, ma per quanto riguarda la latitudine lo strumento costruito può essere valido solo per quella considerata.
Esiste una formula che associa l'altezza del Sole con l'ora:
cos(P)= {\displaystyle {\frac {senh-sen(latitudine)sen(declinazione)}{cos(latitudine)cos(declinazione)}}}
h= altezza del Sole
P= Angolo al Polo che ci indica il valore in gradi di quanto il Sole, mentre avviene la misurazione, dista dal meridiano geografico.

## Varietà di quadranti

### Quadrante astrolabico
È lo strumento le cui incisioni indicano le proiezioni delle coordinate celesti, in particolare la declinazione del Sole e i circoli meridiani, su un piano orizzontale.

### Quadrante nautico
A questa categoria appartengono quelli di tipo goniometrico, i quadranti a 90°, gli ottanti a 45° e sestanti a 60°;
destinati alla misura delle altezze degli astri durante la navigazione.

### Quadrante orario
È quel tipo di quadrante che sulla faccia reca le linee orarie calcolate per una determinata latitudine.

### Quadrante per il calcolo della longitudine
In questo tipo di strumento vengono riprodotti in proiezione ortografica i circoli paralleli di un emisfero. Serviva anche per misurare le distanze lunari o della Luna dal Sole, dai pianeti e dalle principali stelle.

### Quadrante solare
Altro nome che definisce l'orologio solare.

### Quadrante zodiacale
Nello strumento vengono incise le indicazioni utili per le pratiche astrologiche, come i segni zodiacali.